# エスパティオ

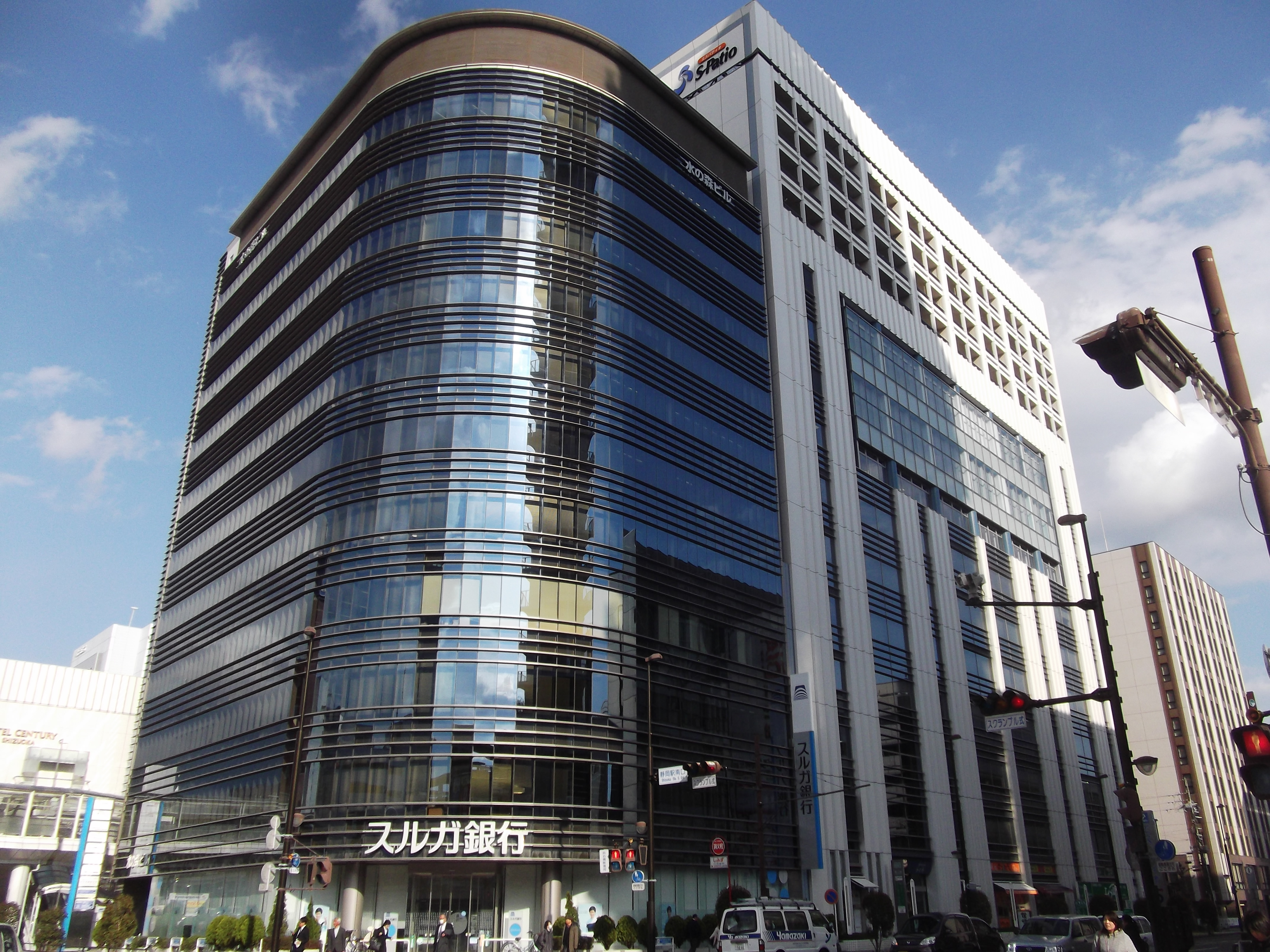
水の森ビル（左）とエスパティオ（右）。2016年3月撮影

エスパティオは、静岡県静岡市駿河区南町にある複合ビルである。

## 概要
静岡駅南口第二地区法定再開発事業として整備された。サウスポット静岡と同じく、ペデストリアンデッキと結ばれている。(このデッキには静岡駅南口広場からエスカレータ若しくは階段にて連絡。)エスパティオという名は、静岡市・南（サウス）の「エス」に、太陽の光が入り、多くの人たちが気軽に集える場所という「パティオ」からきている。
当初は家電量販店の「さくらや」が核テナントとして入居することとなっていたが、経営不振により出店を辞退した。

## 沿革
- 2003年12月18日 - 竣工
- 2004年3月21日 - 静岡科学館る・く・る開館

## フロア構成

### 北棟（エスパティオ）
- 地下1階 - 機械室、駐車場（機械式112台）
- 地上1階 - 店舗
- 地上2階 - クリニックモール
- 地上3～7階 - 事務所
- 地上8～10階 - 静岡科学館「る・く・る」
- 地上11～14階 - 住宅（44戸）

### 南棟（水の森ビル）
- 地上1階～11階 - 事務所